# Лоухиярви
Ло́ухия́рви (Лоухи-ярви; фин. Louhijärvi) — озеро на территории Лоймольского сельского поселения Суоярвского района и Питкярантского городского поселения Питкярантского района Республики Карелия.

## Общие сведения
Площадь озера — 1 км². Располагается на высоте 67,0 метров над уровнем моря.
Форма озера лопастная, продолговатая: вытянуто с северо-запада на юго-восток. Берега возвышенные, каменисто-песчаные.
Через ряд проток и ламбин озеро соединяется с озером Рессинлампи, откуда вытекает ручей Хакооя, впадающий в реку Уксунйоки.
В озере около десятка островов различной площади, и их количество может варьироваться в зависимости от уровня воды.
С запада, севера и востока от озера проходит грунтовая дорога местного значения без наименования.
Населённые пункты возле озера отсутствуют. Ближайший — деревня Кясняселькя — расположен в 13 км к ВСВ от озера.
Название озера переводится с финского языка как "озеро-скала.
Код объекта в государственном водном реестре — 01040300211102000014039.